# Eleições regionais na Catalunha (1984)
As eleições regionais na Catalunha de 1984 foram realizadas a 29 de Abril e, serviram para eleger o governo regional catalão.
Os resultados das eleições deram nova vitória à Convergência e União, e, pela primeira vez, a maioria absoluta.
Esta maioria absoluta da Convergência e União permitiu a Jordi Pujol ser reeleito Presidente regional da Catalunha.

## Resultados Oficiais
| Partidos                | Partidos                                  | Votos     | %               | +/-   | Deputados | +/-     |
| ----------------------- | ----------------------------------------- | --------- | --------------- | ----- | --------- | ------- |
|                         | Convergência e União                      | 1 346 729 | 46,80 / 100,00  | 18,97 | 72 / 135  | 29      |
|                         | Partido dos Socialistas da Catalunha      | 866 281   | 30,11 / 100,00  | 7,68  | 41 / 135  | 8       |
|                         | Aliança Popular                           | 221 601   | 7,70 / 100,00   | Novo  | 11 / 135  | Novo    |
|                         | Partido Socialista Unificado da Catalunha | 160 581   | 5,58 / 100,00   | 13,19 | 6 / 135   | 19      |
|                         | Esquerda Republicana da Catalunha         | 126 943   | 4,41 / 100,00   | 4,49  | 5 / 135   | 9       |
|                         | Partido dos Comunistas da Catalunha       | 68 836    | 2,39 / 100,00   | Novo  | 0 / 135   | Novo    |
|                         | Unidade da Esquerda Catalã                | 35 937    | 1,25 / 100,00   | 0,41  | 0 / 135   | Estável |
|                         | Outros                                    | 36 295    | 1,26 / 100,00   |       | 0 / 135   |         |
| Votos inválidos         | Votos inválidos                           | 29 283    | 1,01 / 100,00   | 0,15  |           |         |
| Total                   | Total                                     | 2 892 486 | 100,00 / 100,00 |       | 135 / 135 |         |
| Eleitorado/Participação | Eleitorado/Participação                   | 4 494 340 | 64,36 / 100,00  | 3,02  |           |         |
| Fonte                   | Fonte                                     | [ 1 ]     | [ 1 ]           | [ 1 ] | [ 1 ]     | [ 1 ]   |

## Resultados por províncias
| Província | %     | D   | %     | D   | %     | D  | %    | D    | %    | D   | D   | Votantes  |
| Província | CIU   | CIU | PSC   | PSC | AP    | AP | PSUC | PSUC | ERC  | ERC | D   | Votantes  |
| --------- | ----- | --- | ----- | --- | ----- | -- | ---- | ---- | ---- | --- | --- | --------- |
| Barcelona | 44,34 | 41  | 32,27 | 29  | 7,56  | 7  | 6,11 | 5    | 4,09 | 3   | 85  | 2 247 831 |
| Girona    | 59,64 | 11  | 21,50 | 4   | 5,59  | 1  | 3,16 | -    | 6,15 | 1   | 17  | 248 450   |
| Lérida    | 57,72 | 10  | 19,93 | 3   | 8,84  | 1  | 2,79 | -    | 5,71 | 1   | 15  | 178 982   |
| Tarragona | 48,15 | 10  | 26,68 | 5   | 10,25 | 2  | 5,31 | 1    | 4,62 | -   | 18  | 247 223   |
| Catalunha | 46,80 | 72  | 30,11 | 41  | 7,70  | 11 | 5,58 | 6    | 4,41 | 5   | 135 | 2 892 486 |

### Barcelona
| Partidos                | Partidos                                  | Votos     | %               | +/-   | Deputados | +/-     |
| ----------------------- | ----------------------------------------- | --------- | --------------- | ----- | --------- | ------- |
|                         | Convergência e União                      | 978 576   | 44,34 / 100,00  | 17,10 | 41 / 85   | 15      |
|                         | Partido dos Socialistas da Catalunha      | 712 278   | 32,27 / 100,00  | 9,10  | 29 / 85   | 7       |
|                         | Aliança Popular                           | 166 905   | 7,56 / 100,00   | Novo  | 7 / 85    | Novo    |
|                         | Partido Socialista Unificado da Catalunha | 134 777   | 6,11 / 100,00   | 14,70 | 5 / 85    | 15      |
|                         | Esquerda Republicana da Catalunha         | 90 255    | 4,09 / 100,00   | 4,21  | 3 / 85    | 5       |
|                         | Partido dos Comunistas da Catalunha       | 60 900    | 2,76 / 100,00   | Novo  | 0 / 85    | Novo    |
|                         | Unidade da Esquerda Catalã                | 24 702    | 1,12 / 100,00   | 0,42  | 0 / 85    | Estável |
|                         | Outros                                    | 28 316    | 1,28 / 100,00   |       | 0 / 85    |         |
| Votos inválidos         | Votos inválidos                           | 21 122    | 0,96 / 100,00   | 0,20  |           |         |
| Total                   | Total                                     | 2 217 831 | 100,00 / 100,00 |       | 85 / 85   |         |
| Eleitorado/Participação | Eleitorado/Participação                   | 3 473 051 | 63,86 / 100,00  | 2,76  |           |         |

### Girona
| Partidos                | Partidos                                  | Votos   | %               | +/-   | Deputados | +/-     |
| ----------------------- | ----------------------------------------- | ------- | --------------- | ----- | --------- | ------- |
|                         | Convergência e União                      | 147 208 | 59,64 / 100,00  | 22,52 | 11 / 17   | 4       |
|                         | Partido dos Socialistas da Catalunha      | 53 058  | 21,50 / 100,00  | 1,86  | 4 / 17    | Estável |
|                         | Esquerda Republicana da Catalunha         | 15 175  | 6,15 / 100,00   | 4,49  | 1 / 17    | 1       |
|                         | Aliança Popular                           | 13 807  | 5,59 / 100,00   | Novo  | 1 / 17    | Novo    |
|                         | Partido Socialista Unificado da Catalunha | 7 811   | 3,16 / 100,00   | 6,18  | 0 / 17    | 1       |
|                         | Unidade da Esquerda Catalã                | 3 861   | 1,56 / 100,00   | 0,83  | 0 / 17    | Estável |
|                         | Outros                                    | 4 560   | 1,86 / 100,00   |       | 0 / 17    |         |
| Votos inválidos         | Votos inválidos                           | 2 970   | 1,20 / 100,00   | 0,09  |           |         |
| Total                   | Total                                     | 248 450 | 100,00 / 100,00 |       | 17 / 17   |         |
| Eleitorado/Participação | Eleitorado/Participação                   | 355 721 | 69,84 / 100,00  | 2,12  |           |         |

### Lérida
| Partidos                | Partidos                                  | Votos   | %               | +/-   | Deputados | +/-     |
| ----------------------- | ----------------------------------------- | ------- | --------------- | ----- | --------- | ------- |
|                         | Convergência e União                      | 102 839 | 57,72 / 100,00  | 29,48 | 10 / 15   | 5       |
|                         | Partido dos Socialistas da Catalunha      | 35 506  | 19,93 / 100,00  | 0,66  | 3 / 15    | Estável |
|                         | Aliança Popular                           | 15 751  | 8,84 / 100,00   | Novo  | 1 / 15    | Novo    |
|                         | Esquerda Republicana da Catalunha         | 10 171  | 5,71 / 100,00   | 6,52  | 1 / 15    | 1       |
|                         | Partido Socialista Unificado da Catalunha | 4 964   | 2,79 / 100,00   | 7,82  | 0 / 15    | 1       |
|                         | Unidade da Esquerda Catalã                | 2 913   | 1,63 / 100,00   | 0,17  | 0 / 15    | Estável |
|                         | Partido dos Comunistas da Catalunha       | 2 145   | 1,20 / 100,00   | Novo  | 0 / 15    | Novo    |
|                         | Outros                                    | 2 834   | 1,60 / 100,00   |       | 0 / 15    |         |
| Votos inválidos         | Votos inválidos                           | 1 859   | 1,04 / 100,00   | 0,02  |           |         |
| Total                   | Total                                     | 178 982 | 100,00 / 100,00 |       | 15 / 15   |         |
| Eleitorado/Participação | Eleitorado/Participação                   | 277 083 | 64,60 / 100,00  | 5,24  |           |         |

### Tarragona
| Partidos                | Partidos                                  | Votos   | %               | +/-   | Deputados | +/-     |
| ----------------------- | ----------------------------------------- | ------- | --------------- | ----- | --------- | ------- |
|                         | Convergência e União                      | 118 106 | 48,15 / 100,00  | 24,57 | 10 / 18   | 5       |
|                         | Partido dos Socialistas da Catalunha      | 65 439  | 26,68 / 100,00  | 6,13  | 5 / 18    | 1       |
|                         | Aliança Popular                           | 25 138  | 10,25 / 100,00  | Novo  | 2 / 18    | Novo    |
|                         | Partido Socialista Unificado da Catalunha | 13 029  | 5,31 / 100,00   | 9,76  | 1 / 18    | 2       |
|                         | Esquerda Republicana da Catalunha         | 11 342  | 4,62 / 100,00   | 5,81  | 0 / 18    | 2       |
|                         | Unidade da Esquerda Catalã                | 4 461   | 1,82 / 100,00   | 0,05  | 0 / 18    | Estável |
|                         | Partido dos Comunistas da Catalunha       | 3 458   | 1,41 / 100,00   | Novo  | 0 / 18    | Novo    |
|                         | Outros                                    | 2 918   | 1,18 / 100,00   |       | 0 / 18    |         |
| Votos inválidos         | Votos inválidos                           | 3 332   | 1,35 / 100,00   | 0,11  |           |         |
| Total                   | Total                                     | 247 223 | 100,00 / 100,00 |       | 18 / 18   |         |
| Eleitorado/Participação | Eleitorado/Participação                   | 388 485 | 63,64 / 100,00  | 4,43  |           |         |

## Resultados por Comarcas
Os resultados apresentados referem-se aos partidos que obtiveram, no mínimo, 1,00% dos votos:
| Comarca           | %     | %     | %     | %    | %     | %    | %    |
| Comarca           | CiU   | PSC   | AP    | PSUC | ERC   | PCC  | EEC  |
| ----------------- | ----- | ----- | ----- | ---- | ----- | ---- | ---- |
| Alt Camp          | 59,34 | 22,53 | 5,17  | 3,32 | 5,41  | 1,24 | 1,96 |
| Alt Empordà       | 57,18 | 24,53 | 6,35  | 1,70 | 6,25  | 0,92 | 1,26 |
| Alt Penedès       | 56,79 | 25,79 | 4,97  | 2,80 | 5,90  | 0,61 | 1,45 |
| Alt Urgell        | 69,79 | 13,66 | 7,46  | 2,37 | 4,12  | 0,53 | 0,92 |
| Alta Ribagorça    | 51,95 | 34,09 | 3,52  | 3,41 | 2,76  | 1,30 | 0,60 |
| Anoia             | 56,43 | 27,50 | 4,98  | 2,47 | 4,76  | 1,41 | 0,77 |
| Bages             | 61,19 | 21,83 | 4,16  | 4,20 | 4,57  | 1,54 | 1,27 |
| Baix Camp         | 50,12 | 26,27 | 8,08  | 4,37 | 5,75  | 1,28 | 2,25 |
| Baix Ebre         | 49,54 | 23,10 | 15,52 | 5,52 | 2,84  | 0,66 | 1,05 |
| Baix Empordà      | 56,37 | 23,46 | 5,50  | 3,81 | 7,03  | 1,16 | 1,17 |
| Baix Llobregat    | 30,35 | 43,31 | 6,14  | 9,37 | 2,77  | 5,24 | 0,76 |
| Baix Penedès      | 51,49 | 31,48 | 6,02  | 3,13 | 3,76  | 0,85 | 1,36 |
| Barcelonès        | 43,62 | 31,79 | 9,30  | 6,02 | 4,07  | 2,24 | 1,17 |
| Berguedà          | 65,01 | 16,73 | 4,90  | 2,58 | 7,06  | 0,94 | 1,30 |
| Cerdanha          | 72,28 | 13,64 | 6,19  | 1,68 | 3,85  | 0,23 | 0,91 |
| Conca de Barberà  | 61,98 | 15,73 | 7,35  | 5,95 | 5,97  | 0,39 | 1,48 |
| Garraf            | 43,07 | 33,02 | 7,17  | 5,94 | 5,20  | 2,52 | 1,59 |
| Garrigues         | 56,80 | 19,90 | 7,06  | 2,75 | 8,04  | 0,66 | 3,47 |
| Garrotxa          | 67,15 | 15,98 | 4,38  | 2,05 | 7,24  | 0,46 | 1,42 |
| Gironès           | 53,77 | 24,99 | 6,36  | 4,30 | 6,02  | 1,02 | 2,15 |
| Maresme           | 52,37 | 27,75 | 6,13  | 3,99 | 5,00  | 1,97 | 1,12 |
| Montsià           | 45,81 | 26,24 | 12,32 | 6,91 | 2,38  | 2,52 | 1,92 |
| Noguera           | 65,53 | 14,20 | 8,01  | 2,71 | 5,97  | 0,60 | 1,67 |
| Osona             | 68,22 | 13,38 | 4,63  | 2,02 | 8,05  | 0,50 | 2,02 |
| Pallars Jussà     | 66,18 | 15,51 | 5,73  | 1,69 | 6,12  | 0,34 | 2,82 |
| Pallars Sobirà    | 66,67 | 13,70 | 4,96  | 1,40 | 10,49 | 0,10 | 1,49 |
| Pla de l'Estany   | 69,69 | 11,56 | 5,98  | 2,71 | 6,07  | 0,43 | 2,27 |
| Pla d'Urgell      | 56,36 | 18,74 | 11,06 | 1,85 | 7,45  | 1,17 | 1,69 |
| Priorat           | 49,49 | 23,92 | 9,01  | 6,01 | 6,84  | 0,70 | 3,02 |
| Ribera d'Ebre     | 44,41 | 22,26 | 10,58 | 7,51 | 10,73 | 1,38 | 1,59 |
| Ripollès          | 68,18 | 17,72 | 3,38  | 2,87 | 4,79  | 0,35 | 1,42 |
| Segarra           | 71,39 | 9,45  | 8,67  | 0,82 | 4,41  | 1,54 | 2,11 |
| Segrià            | 47,57 | 26,85 | 10,49 | 4,21 | 5,15  | 1,98 | 1,40 |
| Selva             | 61,38 | 20,25 | 5,18  | 3,43 | 5,58  | 1,40 | 1,47 |
| Solsonès          | 76,33 | 8,86  | 7,73  | 0,45 | 3,85  | 0,37 | 1,10 |
| Tarragonès        | 40,80 | 33,12 | 10,49 | 5,97 | 3,69  | 1,96 | 1,86 |
| Terra Alta        | 54,45 | 11,05 | 22,01 | 4,58 | 5,57  | 0,21 | 1,42 |
| Urgell            | 66,70 | 14,79 | 6,49  | 1,06 | 7,24  | 0,43 | 1,54 |
| Vale de Aran      | 48,11 | 17,53 | 9,73  | 0,93 | 0,74  | 0,26 | 0,35 |
| Vallès Occidental | 38,57 | 36,86 | 5,65  | 7,80 | 3,32  | 5,02 | 0,98 |
| Vallès Oriental   | 49,32 | 32,10 | 5,56  | 4,93 | 3,59  | 1,83 | 0,96 |
| Catalunha         | 46,80 | 30,11 | 7,70  | 5,58 | 4,41  | 2,39 | 1,25 |